# Madraça de Nadir Divambegui

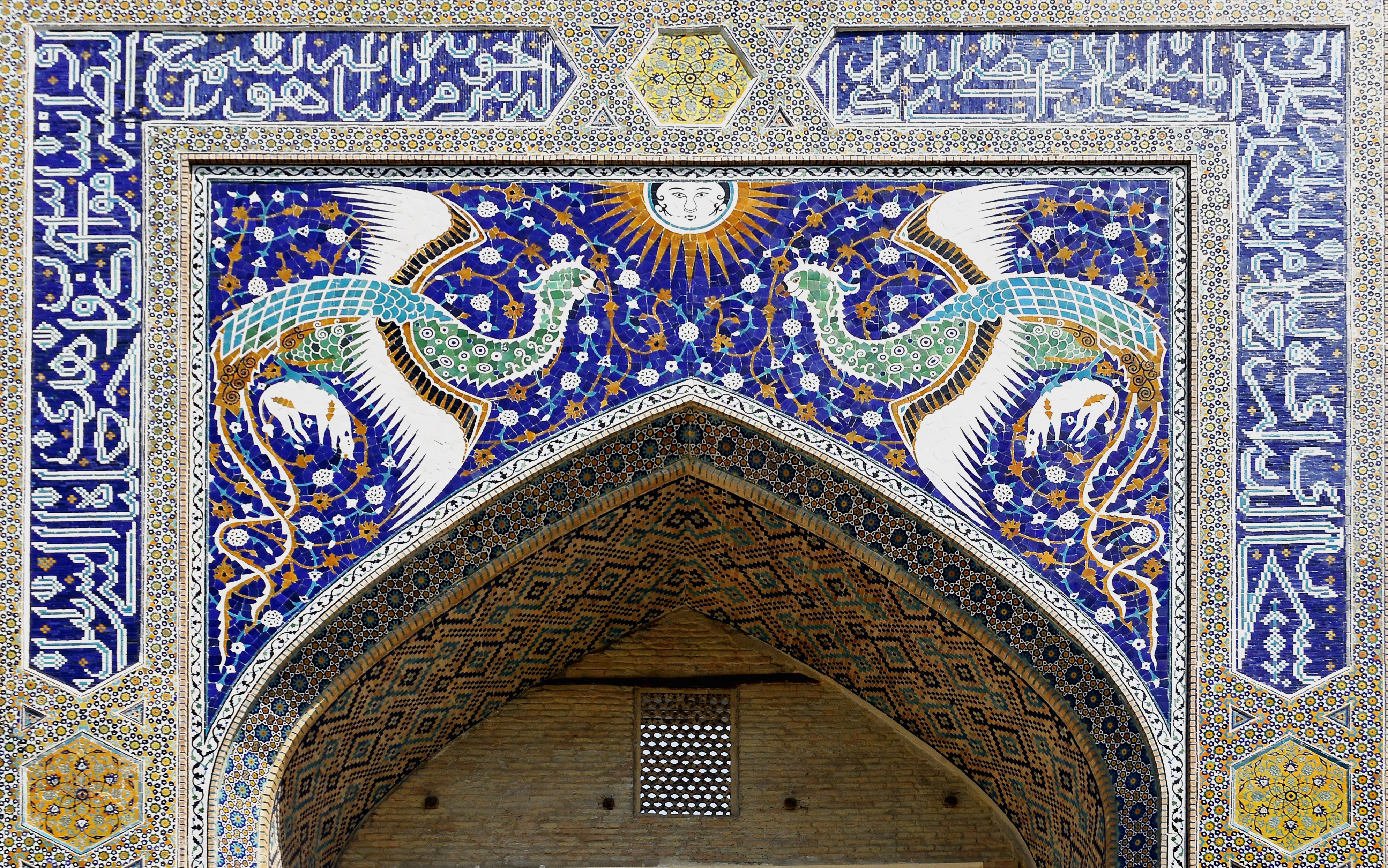
Parte superior do pishtaq da entrada principal, com simurgues e um sol com rosto humano

A Madraça de Nadir Divambegui ou Madraça Nadir Divan-begi (em usbeque: Nodir devonbegi madrasasi) é uma madraça no centro histórico de Bucara, um sítio classificado como Património Mundial pela UNESCO no Usbequistão. Juntamente com a Madraça Kukeldash e o Khanqah de Nadir Divambegui forma o conjunto monumental Lyab-i Hauz. O monumento situa-se na parte oriental do Lyab-i Hauz. Foi construído na mesma época da Khanqah de Nadir Divambegui, entre 1619 e 1623, pelo vizir Nadir Divambegui, tio materno de Imã Culi Cã (Imam Quli Khan ou Imomqulixon) o monarca do Canato de Bucara entre 1611 e 1641.

## Descrição
A planta do edifício é aproximadamente um quadrado com 70 metros de perímetro, os lados orientados nas direções leste-oeste e norte-sul, com o ângulo sudoeste mais a sul do que o ângulo sudeste. A fachada principal, virada para oeste, tem um ivã (portal monumental) com um pishtaq a meio, flanqueado em cada um dos lados por três pares verticais de arcadas pontiagudas com dois andares. Essas arcadas dão acesso a hujras (celas para alojamento de estudantes). Ao lado dessas arcadas, nos cantos da fachada, há torres semicirculares da mesma altura das arcadas. Toda a fachada é decorada com mosaicos multicoloridos. Nos tímpanos do pishtaq, além dos motivos decorativos usuais de padrões geométricos, florais e caligráficos, com trechos do Alcorão, há figuras animais e um sol com rosto humano.
A planta do edifício é intrigante, pois assemelha-se muito a um caravançarai (uma combinação de armazém comercial e de pousada para caravanas). Uma evidência disso é o facto da entrada principal abrir-se diretamente para o pátio interior, quando o que é usual em madraças é haver uma parede que impede que o interior seja visível do exterior. Outra evidência é não existir um ivã na extremidade oriental do pátio, no lado oposto à entrada principal, ao contrário do que acontece com todas as outras madraças de Bucara. Além disso, o edifício não tem uma mesquita nem salas de aula nos cantos, outra caraterística presente na generalidade das madraças. A inexistência de salas de aula significa que o edifício era usado apenas para alojamento e não como uma escola.
Para explicar esta discrepância em relação às outras madraças há duas teorias, as quais não se excluem mutuamente. Uma teoria é que, por engano, o cã declarou o edifício uma madraça quando o inaugurou, obrigando o seu vizir a converter o edifício em madraça apressadamente, adicionando hujras (celas para alojamento de estudantes), torres nos cantos (guldastas) e uma entrada monumental. Dado que a palavra do cã era inquestionável, ninguém, nem sequer o vizir, podia apontar o erro. Outra teoria é que o declínio do comércio de caravanas no início do século XVII tornasse supérflua a existência de mais um caravançarai, levando a que o vizir a converter numa madraça o edifício parcialmente construído, pois não havia falta de estudantes. Apesar do comércio de caravanas ter continuado a declinar, continuaram a ser construídas madraças na região até ao século XIX, quando na vizinha Quiva foram construídas várias e em Bucara foram contruídas o Chor Minor e a Madraça Emir Alim Cã.

## Decoração figurativa
A Madraça de Nadir Divambegui é um melhores exemplos de arte figurativa em azulejo do Usbequistão, a par da Madraça Cher-Dor em Samarcanda, algo bastante raro na arte islâmica. Tradicionalmente, o islão desencoraja fortemente a representação de figuras humanas e animais, pois pode conduzir à idolatria. Este princípio não foi estritamente respeitado em Bucara durante o período da dinastia xaibânida (1500–1599) e no início do século XVII assistiu-se a um relaxamento da aplicação das regras islâmicas mais ortodoxas nas artes visuais da Ásia Central e parte do mundo persa.
À semelhança do que acontece na Madraça Cher-Dor de Samarcanda, construída entre 1616 e 1636, cujo ivã principal é decorado com leões caçando veados, acima dos quais há sóis com face humana, os tímpanos do ivã da Madraça de Nadir Divambegui são decorados com veados brancos disformes, pássaros mitológicos (provavelmente simurgues, uma criatura alada da mitologia persa, símbolo da benevolência e da fertilidade) que estão voltados para um disco solar com rosto humano de traços mongóis (reminiscente do símbolo zoroastrista de Mitra).
Estas representações levam alguns autores a especular se as práticas zoroastristas não teriam persistido em Bucara de forma camuflada pelo menos até ao século XVII. Há também estudiosos que apontam as semelhanças desses motivos decorativos com o que se encontra num portal dum bazar de Isfahã, no Irão, contemporâneo da Madraça de Nadir Divambegui, sugerindo que a prática era bastante difundida na época.
O facto da função inicialmente planeada para o edifício não ser religiosa pode ter contribuído para que fosse usada essa decoração pouco ortodoxa, mas também há que ter em conta de que praticamente tudo o que se pode ver atualmente resulta dos restauros realizados na década de 1970, quando o edifício praticamente já não tinha azulejos.